# Castelo dos Baux
O Château des Baux é um castelo fortificado construído no século X, localizado na  comuna francesa de Les Baux-de-Provence, Bocas do Ródano, sul da França.